# 마르시우 로드리게스
마르시우 로드리게스 (1978년 12월 20일 ~ )는 브라질의 전 축구 선수이다.

## 통계
| 브라질 | 브라질 | 브라질 |
| 연도   | 출전   | 골     |
| ------ | ------ | ------ |
| 2004   | 2      | 0      |
| 2005   | 1      | 0      |
| 합계   | 3      | 0      |